# Dao, Yongzhou
Dao, tidigare romaniserat Taohsien, är ett härad som lyder under Yongzhous stad på prefekturnivå i Hunan-provinsen i södra Kina.
Orten är bland annat känd för en våldsam massakrer som inträffade 1967, ett av kulturrevolutionens våldsammaste år.